# Bolboschoenus laticarpus
Bolboschoenus laticarpus là một loài thực vật có hoa trong họ Cói. Loài này được Marhold, Hroudová, Duchá?ek & Zákr. mô tả khoa học đầu tiên năm 2004.